# افسانه (فیلم ۲۰۱۵)
افسانه (به انگلیسی: Legend) یک فیلم جنایی مهیج بریتانیایی به نویسندگی و کارگردانی برایان هالگلند است. این فیلم توسط یونیورسال استودیوز در ۹ سپتامبر ۲۰۱۵ به نمایش درآمد. تام هاردی برای بازی در این نقش نامزد دریافت بدترین بازیگر مراسم آکادمی بدترین فیلم‌ها و بازیگری‌های بریتانیا (The British Academy of Rubbish Films and Terrible Acting) شد که البته در نهایت به جانی دپ برای فیلم مورتدکای داده شد، وی همچنین دریافت کننده بدترین لهجه برای نقش "رونی کرای" در این فیلم گردید.

## داستان
در دههٔ ۱۹۶۰، رجی کرای، مشت‌زن سابق، به یکی از چهره‌های مهم دنیای تبهکاری لندن تبدیل شده است. برادر دوقلویش، ران، در بیمارستان روانی بستری است و برای بیماری روحی روان‌گسیختگی توهم‌آمیز تحت درمان قرار دارد. رجی با تهدید، آزادی زودهنگام ران را از بیمارستان می‌گیرد. این دو برادر متحد می‌شوند تا کنترل بخش بزرگی از دنیای زیرزمینی جنایت در لندن را در دست بگیرند، به‌ویژه پس از آن‌که رهبر باند ریچاردسون، که به «باند شکنجه» شهرت دارد، به زندان می‌افتد. آن‌ها نخست با خشونت و باج‌گیری، سعی می‌کنند کنترل یک کلوب شبانه را به دست بگیرند.
رجی با فرانسیس، خواهر راننده‌اش، وارد رابطه می‌شود و بعدها با او ازدواج می‌کند. اما به‌دلیل محکومیت قبلی، به زندان می‌افتد. فرانسیس از او قول می‌گیرد که پس از آزادی از دنیای جرم و جنایت کنار بکشد، اما رجی هرگز به این سوگند وفادار نمی‌ماند، چرا که به جنایت دلبسته است. در دوران زندان رجی، ناپایداری روانی و خلق‌وخوی خشن ران باعث ضرر مالی سنگین در کلوب شبانه می‌شود، تا جایی که مشتری‌ها فرار می‌کنند و کلوب در آستانهٔ تعطیلی قرار می‌گیرد. در شب اول پس از آزادی رجی، دو برادر به جان هم می‌افتند، اما سرانجام تا حدی آشتی می‌کنند.
شهرت آن‌ها به ایالات متحده هم رسیده است. آن‌ها با آنجلو برونو از خاندان مافیایی فیلادلفیا دیدار می‌کنند که از سوی مایر لنسکی و مافیای آمریکا، خواهان مشارکت در فعالیت‌های سازمان‌یافتهٔ مجرمانه است. برونو با رجی به توافق می‌رسد که سود قمار غیرقانونی لندن به‌صورت مساوی تقسیم شود و در برابرش، برادران کرای حفاظت محلی را تضمین کنند. این توافق در ابتدا سود زیادی برای آن‌ها دارد، اما پارانویای ران و تمایلش به خشونت، تلاش‌های رجی را برای کنترل اوضاع دشوار می‌کند. در نهایت، ران در اقدامی آشکار، جرج کورنل، از اعضای باند شکنجه را به قتل می‌رساند. در پی این رویداد، اسکاتلندیارد تحقیقات گسترده‌ای را علیه برادران کرای آغاز می‌کند.
رابطهٔ رجی و فرانسیس رو به فروپاشی می‌گذارد، زیرا رجی به دنیای جرم معتاد است. فرانسیس که دیگر تحمل وعده‌های دروغین او را ندارد، به داروهای تجویزی معتاد می‌شود. پس از آن‌که رجی در حمله‌ای عصبی او را کتک زده و مورد تجاوز قرار می‌دهد، فرانسیس او را ترک می‌کند. وقتی رجی برای آشتی به سراغش می‌آید، فرانسیس وانمود می‌کند که موافق است و حتی سفر به ایبیزا را با او برنامه‌ریزی می‌کنند، اما پیش از سفر، با مصرف بیش‌ازحد دارو خودکشی می‌کند. رجی دچار عذاب وجدان می‌شود.
با وجود این، فعالیت‌های جنایی دوقلوها ادامه می‌یابد. ران به جک «کلاه» مک‌ویتی، خلاف‌کار خرده‌پا، پول می‌دهد تا لسلی پین، شریک رجی را که مسئول امور قانونی باند کرای‌هاست، بکشد، چون به او اعتماد ندارد. اما جک فقط پین را زخمی می‌کند و پین تصمیم به همکاری با پلیس می‌گیرد و به بازپرس پرونده، لئونارد «نیپر» رید، اطلاعات می‌دهد.
رجی پس از آگاه‌شدن از ماجرا، در یک مهمانی به‌طرز وحشیانه‌ای مک‌ویتی را با چاقو به قتل می‌رساند. اعترافات پین باعث می‌شود که ران به اتهام قتل کورنل دستگیر شود. نیروهای پلیس نیز با یورش به خانهٔ رجی، او را به‌خاطر قتل مک‌ویتی بازداشت می‌کنند.
هر دو برادر به جرم قتل، به حبس ابد محکوم می‌شوند. ران در سال ۱۹۹۵ بر اثر سکتهٔ قلبی و رجی در سال ۲۰۰۰ بر اثر سرطان مثانه درگذشتند.

## بازیگران
- تام هاردی در نقش رجی کرای / رونی کرای
- امیلی براونینگدر نقش فرانسیس شی،همسر راجی کرای
- چاز پالمینتری در نقش شریک راجی کرای
- کریستوفر اکلستون در نقش مسئول پرونده برادران کرای
- کالین مورگان در نقش محافظ رونی کرای
- دیوید تیولیس
- تارا فیتزجرالد در نقش مادر فرانسیس همسر راجی کرای
- تارون اگرتوندر نقش محافظ رونی کرای
- آدام فوگرتی